# Rudnyai járás

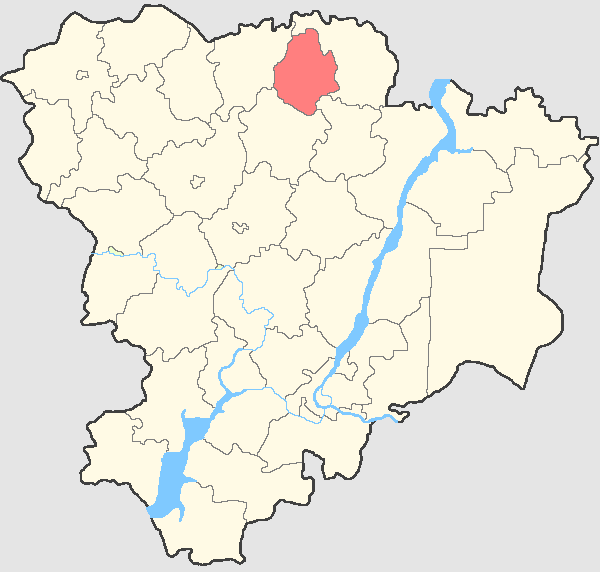
A Rudnyai járás a Volgográdi területen

A Rudnyai járás (oroszul Руднянский муниципальный район) Oroszország egyik járása a Volgográdi területen. Székhelye Rudnya.

## Népesség
- 1989-ben 20 796 lakosa volt.
- 2002-ben 19 176 lakosa volt.
- 2010-ben 17 437 lakosa volt, melyből 16 070 orosz, 432 ukrán, 150 dargin, 146 német, 102 azeri, 98 örmény, 51 kazah, 47 tatár, 44 csuvas, 42 csecsen, 23 üzbég, 16 fehérorosz, 15 cigány, 13 udmurt, 11 mari, 11 mordvin stb.